# Немецкий Ренессанс
В Германию идеи Возрождения проникали из Италии, и их влияние проявилось очень рано, уже в XIV веке. Так, у Петрарки были друзья в Германии (канцлер Карла IV Иоганн Неймарктский и др.).
В XV веке немцы знакомятся с идеями Возрождения тремя путями: на Констанцском и Базельском соборах, куда приезжали из Италии гуманистические прелаты и их секретари из гуманистов, непосредственным изучением новой науки в Италии (Людер, Карох, Рейхлин и др.) и пропагандою итальянских гуманистов в Германии. После Констанцского собора на службу к императору Сигизмунду поступил Пьетро Паоло Верджерио. «Апостолом» Возрождения в Германии стал Энео Сильвио Пикколомини, поступивший на службу к Фридриху III после Базельского собора. Под его влиянием возникает гуманистическое движение в Вене (Рудерер, Зонненбергер и др.) и в других городах Германии того времени (Туссек Рабштейн и др.).
С конца XV века начинается расцвет немецкого Ренессанса. В городах Германии появляются меценаты, собирающие при своих дворах новых учёных, художников и литераторов: Альбрехт Майнцский (при его дворе Эйтельвольф фон Штейн, некоторое время Ульрих фон Гуттен и др.), Фридрих Мудрый Саксонский (при нём Спалатин и др.) и Эберхард Бородатый Вюртембергский (у него Тюнгер и др.).

## Гуманистический аспект
В некоторых городах возникли собственные гуманистические школы. Дрингенберг основал такую школу в Шлеттштадте, Гегиус — в Девентере, Рудольф фон Ланген — в Мюнстере, и из этих рассадников нового просвещения вышел целый ряд гуманистов. Труднее проникало движение в университеты. Людер был встречен враждебно в Гейдельберге и Лейпциге, где не имел успеха и Карох. Позже в Кёльне гуманист Генрих фон Буш вынужден был вести ожесточенную борьбу с защитником старины Ортуином Грацием. Но постепенно гуманисты утверждаются и в университетах. Так, в Эрфурте, негостеприимно встретившем Лютера, позже появляются гуманистические профессора (Трутфеттер, Муциан Руф и др.), а в некоторых новых университетах, возникших в эту эпоху — в Базельском, основанном Пием II, и в Тюбингенском, основанном Сикстом IV, — с самого начала преподают гуманисты (в Базеле — Иоганн Гейнлин и Лапид, в Тюбингене — Иоганн Науклер и Генрих Бебель). Во многих городах образовались самостоятельные гуманистические кружки, имевшие широкое влияние. Так, в Страсбурге многие гуманисты группировались около Вимфелинга (Себастьян Брант и др.), в Аугсбурге — около Конрада Пейтингера, в Нюрнберге — около Виллибальда Пиркгеймера, в Регенсбурге — около Иоганна Авентина. Члены некоторых кружков, а также отдельно действующие гуманисты, составляли, кроме того, учёные общества (Sodalitates litterariae), из которых особенно замечательны Дунайское (Иоганн Куспиниан и др.) и Рейнское (Пейтингер, Дальбург, Иоганн Рейхлин и др.).
Лютеранство произвело раскол среди гуманистов: одни безусловно его приняли (Филипп Меланхтон), другие находили его слишком радикальным (Эразм Роттердамский), третьи — недостаточно решительным и последовательным (Ульрих фон Гуттен). Кроме этого внутреннего распадения, гуманизм и по другим причинам уступил место реформации: она шире и глубже захватила немецкое общество, взволновала массы и повлекла за собою ожесточенную политическую и социальную борьбу.
Немецкий гуманизм, сохраняя основные черты движения, отличается от итальянского прежде всего более интенсивным патриотизмом. Немецкие гуманисты считают одной из главных своих задач — «выгнать варварство из Германии» и «вырвать науку у римлян». С этой целью они усердно переводят классиков на родной язык, отыскивают памятники нем. старины, основывают школы, учреждают ученые общества для изучения прошлого, пишут исторические сочинения, учебники и памфлеты в патриотическом духе (труды Цельтеса, Вимпфелинга, Пиркгеймера, Бебеля и других). Их политический идеал — единство Германии, — сходный в основе с стремлениями первых итальянских гуманистов, отличался большей определенностью, находил больше сочувствия и понимания в немецкой нации. Они хотели средневекового императора сделать политическим вождем нации и во имя этого боролись с крупными феодалами, с папою, с духовенством. Немецкие гуманисты, как, например, Гуттен, могли стать во главе движения, тогда как их итальянские единомышленники, не имея определенного представителя итальянского единства, служили силам, враждебным объединению.
Другая особенность немецкого гуманизма — религиозность его представителей, которая внушила им интерес к Священному Писанию, помогла различить католицизм и христианство и примирить с последним новые потребности. Хорошим знакомством с древними языками они воспользовались для критического установления текста и толкования Писания. Гуманистический критицизм они с полной последовательностью приложили к церковным учениям; усвоив новый взгляд на человеческую природу, они примирили его с Писанием и сделали Библию оружием в борьбе против средневекового аскетизма, а разум — авторитетным судьей в делах веры. В силу этого в Германии борьба против папства и монашества велась гораздо смелее, чем в Италии, где, кроме того, общественное положение связывало гуманистов с папой и прелатами. С другой стороны, религиозность связывала немецких гуманистов с массой и, кроме того, делала их союзниками реформации и предшественниками деизма.